# 杨福东
杨福东 （1971年—）是一位中国影像艺术家。

## 生平
1971年出生于北京通州区一个军人家庭，1995年毕业于中国美术学院油画系。1997年开始拍摄第一部电影《陌生天堂》，2002年凭借此片进入卡塞尔文献展。2003、2007年参加威尼斯国际艺术双年展，2006年参加亚太当代艺术三年展，2013年参加里昂双年展，2018年参加第十二届上海双年展等多个艺术展，2019年在玛丽安 · 古德曼伦敦画廊举办个展。 

现工作及生活于上海。

## 作品

### 《竹林七贤》（2003-2007）[11]
《竹林七贤》是艺术家杨福东于2003 - 2007 年创作的极具代表性的电影作品。全片分为五部分，总时长接近五小时，并在 2007 年威尼斯双年展上进行了全片首映。
这部作品以中国传统故事 “竹林七贤” 为蓝本进行改编与再创作。原著讲述了魏晋时期，一群年轻贤士为逃避动荡不安的世道，选择归隐山林，在自然中聚会结交，过着玄学清谈、吟诗作赋、弹唱对弈的闲适生活，构建起一个古代乌托邦，千百年来被通过诗词、音乐和水墨画等形式被传颂。
在杨福东的镜头下，故事焕发出新的时代内涵。“七贤” 转变为一群年轻的都市人，在中国新兴起的资本主义经济环境中迷失方向，寻找自我意义。他们的关注点更多地聚焦于个人在现代社会中的存在价值。
影片从黄山这一理想化的自然景观拉开序幕，七人随后踏上漫长而艰难的自我认知之旅。他们从狭小的公寓出发，历经乡郊农田、渔村，最终抵达上海的奢华娱乐场所，在不同的地点不断探索和追寻自我的价值。
该片采用 35 毫米黑白菲林拍摄，再转载成数码录像，因其影像的强烈冲击力、简洁的对白、富有感染力的动作以及缓缓展开的叙事而闻名。其呈现给观众的画面，如同画纸上的作品，引人深思其背后所蕴含的文化传承与时代变迁的主题。

## 荣誉
2004年被授予古根海姆Hugo Boss当代艺术奖 （页面存档备份，存于），是继蔡国强、黄永砯之后第三位获奖华人艺术家。

## 他人评价
批评家赖安·霍姆伯格(Ryan Holmberg)在《美国艺术》(Art in America)，描述《竹林七贤》为“深深的自恋，浪漫的杨把一切事物都看做是对他自己以及他命运的反映——从农业或工业景象、打工者、叙述结构到时间的延续”。